# 모집단
모집단(母集團, 영어: population 또는 universe)이란 정보를 얻고자 하는 관심 대상의 전체집합을 말한다. 모집단은 우리가 무엇을 알려고 하느냐에 따라 다르게 정의되기 때문에 모집단을 명확하게 정의하는 것은 매우 중요하다.
모집단의 개체인 사람은 성별, 지역정당 등과 같은 범주적 특성과 나이, 소득, 키, 몸무게 등과 같은 수량적인 특성을 띄고 있다. 예를 들어 통계학에선 사람들의 결합인 모집단의 범주적 특성에 관심을 가진다고 할 때 이들의 범주적 특성인 성별, 지역정당에 따른 소득의 변화와 같은 수량적 특성에 주목하는데, 이는 변수이면서 확률적 특성을 가지고 있다고 해서 확률변수라고 한다.

## 내용
어떤 하나의 통계적 관찰 대상이 되는 집단전체를 모집단이라 하고, 그 부분집단을 표본이라고 한다. 이 정의는 엄밀한 것은 아니며, 모집단과 별개로 조사대상(universe)이라는 말이 있는데, 이 양자는 명확하게 구별되어야 할 것이다.  조사대상은 관찰대상으로 되는 것(要素) 그 자체의 전체적 집단을 의미하는데, 통계적 관찰은 그 요소의 그 어떤 특성에 관한 관찰이며, 그 특성을 표시하는 표지(標識)에 관한 요소의 전체 집단이 엄밀한 의미에서의 모집단이다. 가령 한국 국민의 신장(身長)을 통계적으로 관찰하려고 할 경우에 한국 국민 전체가 조사대상이며 한국 국민 각인의 신장의 값의 전체의 모임이 모집단이다. 그러나 이러한 엄밀한 구별을 하지 않는 수도 많으며 모집단(population)과 조사대상(universe)은 종종 동의어로 쓰인다.  모집단을 구성하는 요소가 무한인 경우를 무한모집단(無限母集團)이라 하고, 유한인 경우를 유한모집단(有限母集團)이라고 한다. 가령 전술한 한국 국민 전체의 집단의 경우는 유한모집단이다. 단, 이와 같이 요소의 수가 비상하게 많을 때에는 실제로는 무한모집단에 포함되는 요소의 수를 가리켜 모집단의 크기라고 한다. 무한모집단의 예로서는 주사위를 던져서 나오는 눈(目)의 수를 관찰하는 경우가 있다. 이 때의 모집단은 주사위를 무한회(無限回) 던졌다고 상정할 경우의 눈의 수의 집단이다.  우리들의 통계관찰은 모집단 전체를 조사하는 전수조사(全數調査)가 아니고, 부분조사(표본조사)에 의하는 수가 매우 많다. 일반적으로 전수조사는 가능하다 하더라도 비용이 많이 들 뿐만 아니라 다수의 조사원을 동원하지 않으면 안 되기 때문에 예기치 못한 과오를 유발하여 조사의 정확성을 해칠 염려가 적지 않다. 예를 들면 전구(電球)의 수명 검사와 같은 파괴 검사의 경우에 있어서처럼 실행 불가능한 수도 많다. 그러한 때에는 표본 조사에서 모집단에 관한 추론이 문제가 되는 것이다.

## 같이 보기
- 표본집단
- 표집
- 모수